# Atena Daemi
Atena Daemi ((FA); Fuman, 26 marzo 1988) è un'attivista per i diritti umani e i diritti dei bambini iraniana, prigioniera politica in Iran. Daemi è stata arrestata l'ultima volta nel novembre 2016 e condannata a sette anni di reclusione. Le attività pacifiche per le quali è stata accusata includono la distribuzione di volantini contro la pena di morte e la pubblicazione di post su Facebook e Twitter criticando il record di esecuzioni dell'Iran. Successivamente, Daemi e le sue sorelle sono state arrestate e condannate con l'accusa di aver "insultato gli agenti in servizio". Appelli successivi hanno annullato tale condanna e ridotto la pena originaria di Daemi..
Daemi ha fatto uno sciopero della fame nella prigione di Evin (9 aprile 2017 – 1 giugno 2017, 55 giorni) e nella prigione di Shahr-e Rey vicino a Teheran (24 gennaio 2018 – 15 febbraio 2018, 22 giorni). Continua a protestare contro le condizioni e contro la pena di morte all'interno del carcere di Evin. È considerata una prigioniera di coscienza da Amnesty International.

## Biografia
Nata a Fuman, Iran, Daemi ha lavorato presso il prestigioso Revolution Sports Club di Teheran. Ha partecipato a proteste per chiedere la fine della pena capitale e ha partecipato a manifestazioni a favore dei bambini in Siria. 

### Arresto
Atena Daemi è stata arrestata il 21 ottobre 2014; tenuta in isolamento, le è stato negato l'accesso a un avvocato e ripetutamente interrogata per 86 giorni. Il 14 gennaio 2015 è stata trasferita nell'ala femminile del carcere di Evin. È stata accusata di “raccolta e collusione contro la sicurezza nazionale”, “diffusione di propaganda contro il sistema”, “occultamento di prove” e “insulto al fondatore della Repubblica islamica dell'Iran e alla Guida suprema”. 
Daemi è stata condannata il 21 maggio 2015 dal giudice Moghiseh della sezione 28 del tribunale rivoluzionario, dopo un processo di quindici minuti. Ha ricevuto una condanna per un totale di quattordici anni di carcere, per diversi motivi. La condanna più lunga è stata di sette anni per “assemblea e collusione”. La sua condanna si riferisce all'attivismo pacifico, comprese le accuse relative alla distribuzione di volantini contro la pena di morte e post su Facebook e Twitter che criticano il record di esecuzioni in Iran. Il suo arresto e la sua condanna sono visti come parte di un'ondata di vaghe accuse e dure condanne usate contro attivisti, scrittori e artisti dalla magistratura iraniana. 
Il caso di Daemi è stato impugnato dinanzi alla Sezione 36 della Corte d'Appello. Al 13 gennaio 2016 il ricorso non era stato elaborato e le preoccupazioni sulla sua salute non erano state affrontate. Daemi è stata rilasciata su cauzione, dopo il pagamento di 5500 milioni di rial, il 15 febbraio 2016. Nel luglio 2016 si è tenuta un'udienza della corte d'appello. L'appello era basato sull'articolo 134 del nuovo codice penale islamico: la sua pena è stata ridotta alla durata massima dell'accusa più grave, sette anni. 
Daemi è stata nuovamente arrestata a casa dei suoi genitori, di fronte alle sorelle, il 26 novembre 2016 ed è tornata alla prigione di Evin. Ha formalmente presentato denuncia all'ufficio del procuratore della prigione di Evin per le azioni delle guardie rivoluzionarie che l'hanno arrestata. 
Il 23 marzo 2017, Daemi e le sorelle sono state accusate e condannate per “insulto a pubblico ufficiale in servizio”. Dopo un processo penale di un'ora, sono state condannate a tre mesi e un giorno. Questo periodo di reclusione è stato aggiunto alla pena di Daemi, ma sospeso per le sue sorelle. 
Nell'aprile 2017, Daemi ha iniziato uno sciopero della fame per protestare contro le accuse aggiuntive. In una seconda udienza della corte d'appello, lei e le sue sorelle sono state assolte dalle accuse del 2017. Daemi ha concluso il suo sciopero della fame il 1º giugno 2017, dopo 55 giorni. 
Nel gennaio 2022, Amnesty International ha annunciato che Daemi era stata rilasciata, dopo cinque anni di reclusione.